# Malacó
Malacó (en llatí Malacon, en grec antic Μαλάκων) va ser un soldat selèucida, nadiu d'Heraclea del Pont, al servei de Seleuc I Nicàtor que va matar a Lisímac de Tràcia d'un cop de llança a la batalla de Curopedion l'any 281 aC, segons diu Memnó d'Heraclea.